# Siegfrieds Tod

Siegfrieds Tod (en français La mort de Siegfried) est un projet d'opéra de Richard Wagner dont les premières ébauches remontent à octobre 1848 et la musique à l'été 1850. En 1851, une préface à cette œuvre était également en projet : Der junge Siegfried. Il fut réformé en 1852 pour devenir Le Crépuscule des dieux, quatrième journée de L'Anneau du Nibelung.

## Présentation
Siegfrieds Tod, ou Siegfried's Tod comme presque toujours orthographié par Richard Wagner dans ses manuscrits, est un projet d'opéra du compositeur. L'œuvre, dont on connaît deux esquisses musicales, est une première version de ce qui deviendra Le Crépuscule des dieux. Wagner en publie le livret en 1871 dans ses Gesammelte Schriften und Dichtungen. La partition couvre la scène des Nornes, dont il réécrit le texte en novembre-décembre 1852, et le début du duo de Siegfried et Brünnhilde, proche de la version finale du livret du Crépuscule.

### Livret
À l'origine, Wagner achève le 4 octobre 1848 le texte de Die Nibelungensage (Mythus), qu'il publie sous le titre Der Nibelungen-Mythus. Als Entwurf zu einem Drama, qui raconte pour la première fois une partie de l'histoire de ce qui deviendra le Ring, depuis le vol de l'or par Alberich jusqu'à l'immolation de Brünnhilde. Puis, à la date du 20 octobre 1848, il rédige l'esquisse en prose avec l'ajout à la fin du mois d'octobre du prologue comprenant la scène des Nornes et le duo Siegfried-Brünnhilde, et plusieurs versions du poème de Siegfried's Tod :
- une première, inédite, rédigée entre le 12 et le 28 novembre 1848, qui comporte également une première esquisse musicale[2] ;
- une deuxième, écrite avant le 2 décembre 1848, qui sert de modèle à l'édition de 1872 dans les Gesammelte Schriften[3] ;
- une troisième, inédite à l'exception de la dernière page, datée de décembre 1848[3].

Suivront deux autres versions :
- une quatrième, datée du 15 décembre 1852, qui comprend des révisions de la scène des Nornes et l'introduction de la Walkyrie Waltraute, version proche de celle présente dans la Tétralogie[3] ;
- une cinquième, achevée en décembre 1852-janvier 1853.

Le titre de Götterdämmerung n'est évoqué par le compositeur que dans une lettre à Franz Müller datée du 22 juin 1856. Et si la composition de Das Rheingold commence en novembre 1853, Wagner ne s'attelle véritablement à celle du Crépuscule qu'à compter du 2 octobre 1869.

### Musique
Sur le livret de Siegfried's Tod, subsistent deux esquisses musicales, composées entre le 27 juillet 1850 et le 12 août 1850 :
- une première, conservée à la bibliothèque du Congrès, qualifiée pour cette raison et par commodité « manuscrit de Washington » par le musicologue Jean-Jacques Nattiez[1] ;
- une seconde, qui faisait partie de la collection Louis Barthou, vendue aux enchères en 1936 mais parue en fac-similé dans L'Illustration en 1933, qualifiée de « manuscrit de Paris »[1], dont la date est  indiquée : 12 août 1850[2].

La première esquisse contient également deux versions du thème de la future chevauchée des Walkyries (Die Walküre, acte III), qui correspond ici à la scène 3 de l'acte I de Siegfried's Tod où ce sont les Walkyries et non Waltraute qui viennent essayer de convaincre Brünnhilde de rendre l'anneau.